# Opatřilka
Opatřilka byla původně zbudována jako hospodářský objekt - viniční usedlost. I když je na štítu stodoly patrný letopočet 1878, nejstarší části budov pocházejí z počátku 18. století. Mezi vlastníky objektu patřil i jezuitský řád.

## Současný stav a poloha
Po přestavbě je nyní (2016) usedlost využívána jako obytný dům. Usedlost se nachází pod sídlištěm Velká Ohrada a nad Dalejským údolím. Přímo pod usedlostí je v údolí (u Dalejského potoka) železniční zastávka Praha-Holyně (železniční trať Praha – Rudná u Prahy). Na protějším kopci přes Dalejské údolí se rozkládá osada Holyně. Asi 0,5 km od usedlosti (v údolí) se nachází přírodní památka Opatřilka – Červený lom